# Бриссо, Эдуард
Эдуард Бриссо (фр. Édouard Brissaud, 1852—1909) — французский невропатолог.

## Биография
После окончания медицинского образования в Париже работал под руководством Жана Мартена Шарко и Шарля Ласега в больнице Сальпетриер. С 1889 по 1892 руководил клиникой в Сальпетриере, сменив своего учителя.
В 1899 году занял должность профессора кафедры истории медицины.
Умер в Париже от опухоли мозга.

## Научная деятельность
В конце XIX столетия предположил, что за развитие болезни Паркинсона ответственны субталамическое ядро и ножки мозга (отдел среднего мозга).
Именем Бриссо названы:
- синдром Бриссо-Сикара — альтернирующий синдром при патологии варолиевого моста. Характеризуется лицевым гемиспазмом на стороне поражения и гемипарезом на противоположной[3]
- Сколиоз Бриссо — одна из форм сколиоза[4]
- Рефлекс Бриссо — удары молоточком по подошвенной части стопы вызывают напряжение напрягателя широкой фасции бедра[5]
- Инфантилизм Бриссо — гипофизарная карликовость[6]
- Болезнь Бриссо — один из синонимов (не часто употребляемых) синдрома Туретта[7]
- Болезнь Бурневилля—Бриссо — устаревший эпоним туберозного склероза[8]
- Синдром Бриссо—Мари — психиатрическое заболевание, для которого характерно сочетания алкоголизма и соматизированного расстройства[9]

## Интересные факты
- Отец знаменитого французского писателя М. Пруста был коллегой Бриссо. Именно Э. Бриссо являлся прототипом доктора Э. в романах «У Германтов» и «Содом и Гоморра»[10]. В одном из писем Пруста он же упоминается и в качестве модели другого персонажа цикла романов «В поисках утраченного времени» — доктора дю Бюльбона[11].
- В своём письме от 16 февраля 1894 года Л. Н. Толстой при перечислении врачей советует обратиться к Э. Бриссо[12].